# Longhui
Longhui (隆回县,  Lónghuí Xiàn) ist ein Kreis der bezirksfreien Stadt Shaoyang in der chinesischen Provinz Hunan. Longhui hat eine Fläche von 2.871 km² und 1.158.100 Einwohner (Stand: Ende 2018). Sein Hauptort ist die Großgemeinde Taohong (桃洪镇).

## Administrative Gliederung
Auf Gemeindeebene setzt sich der Kreis aus 14 Großgemeinden, zehn Gemeinden und zwei Nationalitätengemeinden zusammen. Diese sind:
| Großgemeinde Taohong (桃洪镇), Sitz der Kreisregierung; Großgemeinde Gaoping (高平镇); Großgemeinde Hengbanqiao (横板桥镇); Großgemeinde Hexiangqiao (荷香桥镇); Großgemeinde Jinshiqiao (金石桥镇); Großgemeinde Liuduzhai (六都寨镇); Großgemeinde Simenqian (司门前镇); Großgemeinde Tantou (滩头镇); Großgemeinde Xiaoshajiang (小沙江镇); Großgemeinde Xiyangjiang (西洋江镇); Großgemeinde Yankou (岩口镇); Großgemeinde Yatian (鸭田镇); Großgemeinde Yushanpu (雨山铺镇); | Großgemeinde Zhouwang (周旺镇); Gemeinde Beishan (北山乡); Gemeinde Dashuitian (大水田乡); Gemeinde Hetian (荷田乡); Gemeinde Luohong (罗洪乡); Gemeinde Matangshan (麻塘山乡); Gemeinde Nanyuemiao (南岳庙乡); Gemeinde Qijiang (七江乡); Gemeinde Sangesi (三阁司乡); Gemeinde Shimen (石门乡); Gemeinde Yanggu’ao (羊古坳乡); Gemeinde Huxingshan der Yao-Nationalität (虎形山瑶族乡); Gemeinde Shanjie der Hui-Nationalität (山界回族乡). |

## Söhne und Töchter des Kreises
- Wei Yuan (1794–1857), konfuzianischer Gelehrter. Sein ehemaliger Wohnsitz (Wei Yuan guju 魏源故居) steht seit 1996 auf der Liste der Denkmäler der Volksrepublik China (4-208).
- Peng Shuzhi (1895–1983), Revolutionär und Trotzkist.